# Kosice
Kosice [ˈkɔsitsɛ] (deutsch Großkositz) ist eine Gemeinde mit 330 Einwohnern in Tschechien. Sie liegt sechs Kilometer nordöstlich der Stadt Chlumec nad Cidlinou im Okres Hradec Králové, Region Hradec Králové an der Bystřice.
Ab Kosice erfolgte eine Verlegung der Bystřice in ein neues, schnurgerades Flussbett nach Südwesten, während der alte Fluss als Mlýnská Bystřice westwärts abzweigt.

## Geschichte
Der Ort wurde im Jahr 1315 erstmals erwähnt. Im Jahr 1318 kam er in den Besitz der Budislav, Bernát und Hroznata. Die Ortsgeschichte beschreibt zahlreiche Fehden mit ihren Nachbarn und dadurch entstandene Schäden.
In der Mitte des Dorfangers erinnert ein unter vier Linden befindlicher Gedenkstein an die Opfer beider Weltkriege. Neben dem Denkmal befindet sich ein umfriedetes und mit Glöckchen versehenes Kreuz, das die Leiden Christi darstellt.
Das kulturelle Leben im Dorf wird von der örtlichen Freiwilligen Feuerwehr und den Sportvereinen TJ Sokol Kosice (Tennis) und Kosická Švestka (Fußball) geprägt.